# Фриш, Фридрих
Фридрих Фриш (полное имя: Карл Фридрих Фриш; нем. Friedrich Frisch; 13 февраля 1813[…], Дармштадт — 9 декабря 1886, Дармштадт) — немецкий художник, пейзажист и анималист, наиболее известный своими пейзажами Кавказа.

## Биография
Родился в 1813 году в Дармштадте в семье придворного гравёра и ювелира великого герцогства Гессен Иоганна Карла Фриша (1776–1816). С 1827 года Фридрих Фриш учился на ювелира в Карлсруэ. Однако, в 1831 году он переехал в Мюнхен, чтобы изучать анималистическую живопись.
В 1837 году он вернулся в Дармштадт, где в 1840 году великий герцог Людвиг II назначил его придворным художником. В 1840—1841 годах Фриш сопровождал вюртембергского шталмейстера и камергера Вильгельма фон Таубенгейма и писателя Фридриха Вильгельма фон Гаклендера в путешествии по Востоку. Впечатления от этой поездки вылились в серию литографий «Аравия». В другой раз Фриш отправился на Кавказ, в свите наследника российского престола цесаревича Александра Николаевича (будущий император Александр II). Многие работы, созданные Фришем на Кавказе, сегодня хранятся во дворце-музее князей Дадиани в Зугдиди (Грузия).
В Германии Фриш был в основном известен как художник-анималист. Он специализировался на создании картин с изображениями собак и лошадей, работая по заказам состоятельной публики из Вюртемберга и Гессена. Время от времени он выполнял и более масштабные картины, например полотно «Отступление армии Ибрагим-паши через пустыню», заказчиком которой выступил Карл Вюртембергский.
Фриш также преподавал живопись в Дармштадском ремесленном училище.
Фриш скончался в Дармштадте в 1886 году.

## Виды Кавказа работы Фридрих Фриша (1850)

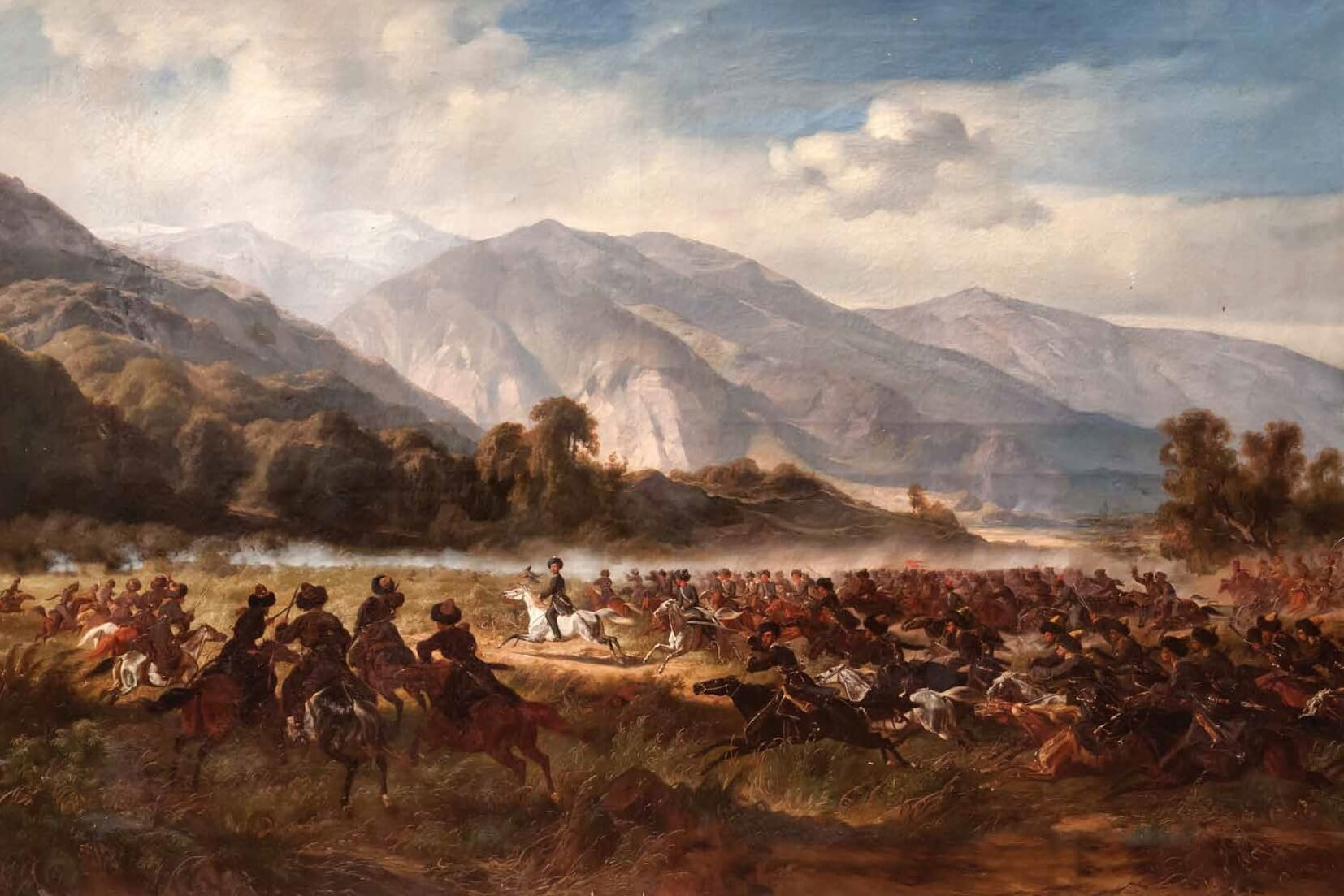
Наследник цесаревич Александр Николаевич на Кавказе.
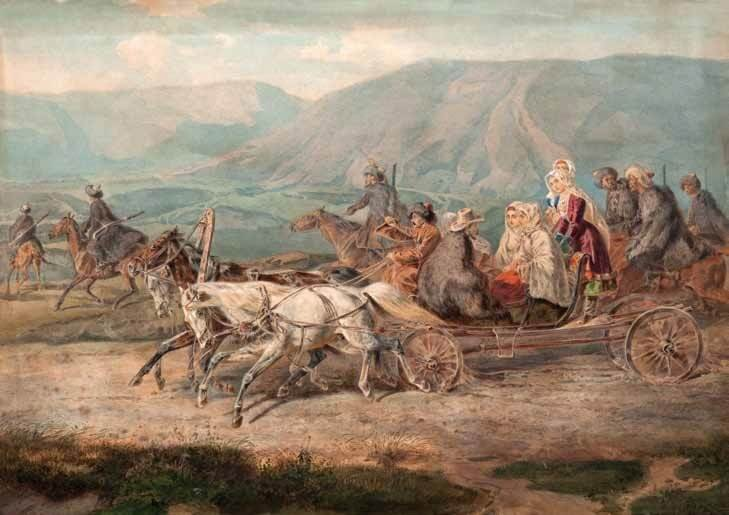
Дилижанс с пассажирами под охраной казаков на дороге в станицу Червлённую (Терского казачьего войска).
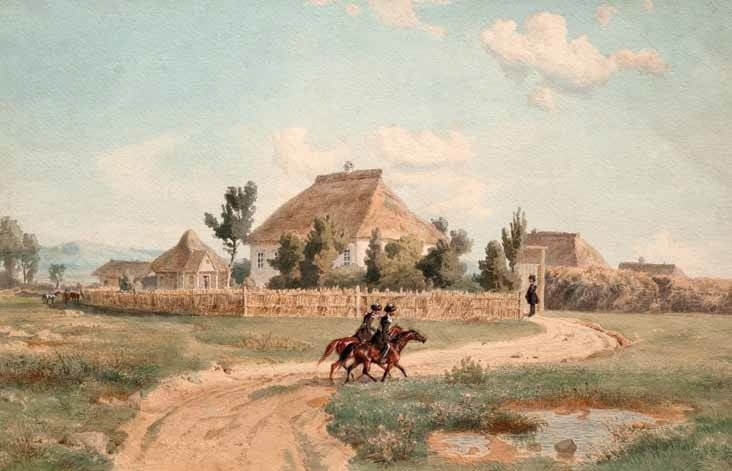
Казачья станица Темижбекская (Кубанского казачьего войска).
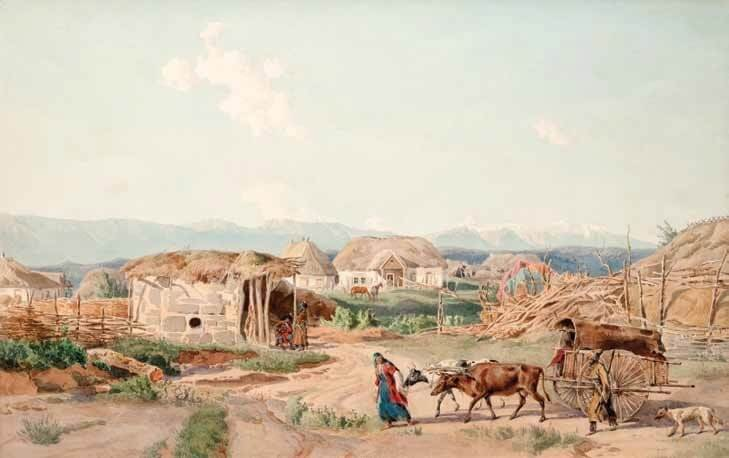
Казачья станица Павловская (Кубанского казачьего войска).